# Finder of Lost Loves (album)
Finder of Lost Loves è un album della cantante statunitense Dionne Warwick, pubblicato il 24 gennaio 1985.

## Descrizione
L'album, pubblicato dalla Arista su LP, musicassetta e CD, contiene brani interpretati in duetto con Stevie Wonder, Barry Manilow e Glenn Jones.
Dal disco vengono tratti i singoli Finder of Lost Loves e Run to Me.

## Tracce

### Lato A
1. No One in the World
2. Without Your Love
3. Run to Me (duetto con Barry Manilow)
4. Finder of Lost Loves (duetto con Glenn Jones)
5. Love Doesn't Live Here Anymore

### Lato B
1. It's You (duetto con Stevie Wonder)
2. It's Love
3. Bedroom Eyes
4. Weakness (duetto con Stevie Wonder)
5. You Made Me Want to Love Again